# South Dumdum
South Dumdum là một thành phố và khu đô thị của quận North Twentyfour Parganas thuộc bang Tây Bengal, Ấn Độ.

## Nhân khẩu
Theo điều tra dân số năm 2001 của Ấn Độ, South Dumdum có dân số 392.150 người. Phái nam chiếm 51% tổng số dân và phái nữ chiếm 49%. South Dumdum có tỷ lệ 83% biết đọc biết viết, cao hơn tỷ lệ trung bình toàn quốc là 59,5%: tỷ lệ cho phái nam là 87%, và tỷ lệ cho phái nữ là 80%. Tại South Dumdum, 8% dân số nhỏ hơn 6 tuổi.